# Messalinus (Prokonsul)
Messalinus (griechisch Μεσσαλῖνος, Messalinos) war ein römischer Beamter, der in der Spätantike Prokonsul (Statthalter) von Asia war.
Messalinus ist einzig durch drei Inschriften aus Ephesos bekannt. Zwei als Epigramm verfasste Inschriften am Theater weisen ihn als Stifter von Renovierungsmaßnahmen am Theater aus, möglicherweise nach Zerstörungen durch Erdbeben. Man nahm aufgrund dieser Inschriften teilweise an, Messalinus sei der verantwortliche Architekt bei diesen Arbeiten gewesen.
In Ephesos wurde ihm weiter eine Ehrenstatue gewidmet, deren Inschrift ihn als „besten Prokonsul“ preist, womit er als Statthalter der Provinz Asia anzusehen ist.
Weder die Basis noch die Inschriften am Theater können aus dem Text heraus sicher genauer datiert werden. Sie werden teilweise an das Ende des 4. Jahrhunderts datiert, könnten aber auch noch ins 5. Jahrhundert fallen. Die Reparatur des Theaters wurde jedoch zuletzt ins späte 4. Jahrhundert datiert.